# 土方雄次
土方 雄次（ひじかた かつつぐ）は、江戸時代前期の大名。陸奥国窪田藩2代藩主。官位は従五位下・河内守。

## 生涯
初代藩主・土方雄重の長男。
元和7年（1621年）に徳川秀忠に御目見し、寛永5年（1628年）の父の死去により跡を継いだ。新田開発や酒井用水・五箇村灌漑用水の造営、寺社造営や修築などを成した。
延宝7年（1679年）11月27日、病気を理由に次男・雄隆に家督を譲って隠居し、翌年1月28日に死去した。享年70。

## 系譜
- 父：土方雄重（1592-1629）
- 母：内藤政長の娘
- 正室：内藤忠興の娘
  - 次男：土方雄隆（1642-1691）
- 生母不明の子女
  - 長男：土方雄信
  - 三男：土方雄賀（かつよし） - 次男に内藤政貞
  - 四男：林貞辰
  - 六男：鵜飼兼治
  - 女子：六郷政信継室 - のち水野忠次室
  - 女子：伊藤某室